# Анту
Анту, Антум — богиня неба в шумеро-аккадській міфології, перша дружина Ану.

## Походження
Ану звів Анту в божественний ранг і зробив своєю дружиною. Від нього вона народила Ануннакі, 7 демонів Асаккі та Утукку .

## Культ
Богині поклонялися з 2000 до н. е., хоча її культ йде в доісторичні часи. До II століття до нашої ери вона була покровителькою свята акіту. Згодом її винятковий статус, можливо, прирівняли до статусу грецької богині Гери. Витіснена Іштар (Інанною), яка також, ймовірно, була дочкою Ану і Анту. Ідентична Анат.